# Pomeiske

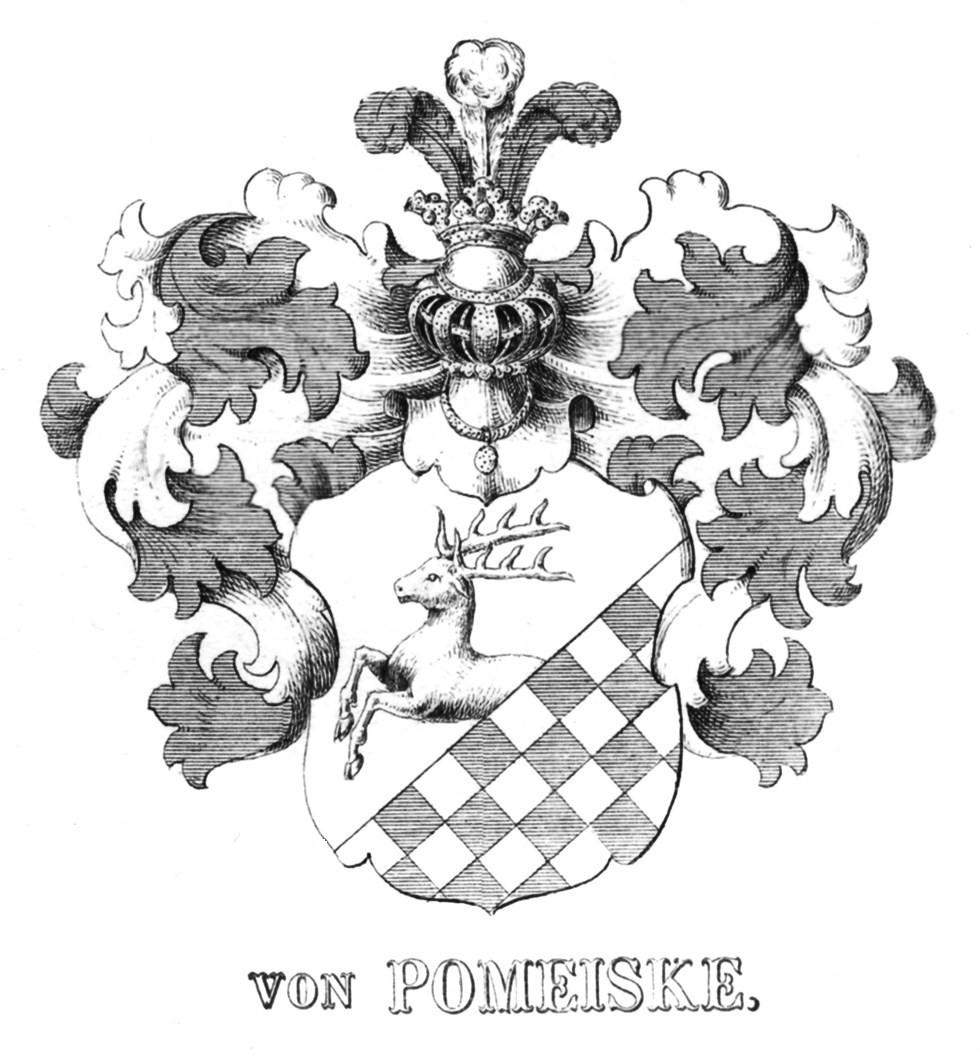
Wappen derer von Pomeiske

Die Familie Pomeiske, ursprünglich Hirsch von Pomeiske, Hirsch-Pomoyski, Pomoiske oder auch Pomeisski, war ein pommersches, später auch nach Schlesien verbreitetes Adelsgeschlecht. Die Familie ist heute erloschen.

## Geschichte
Die Ursprünge der Familie sind unklar. Es gibt keine Nachweise, ob sie dem eingeborenen kaschubischen Adel im Land Bütow zuzurechnen ist oder unter dem Deutschen Orden aus Pomesanien zugezogen ist. Bereits im 14. Jahrhundert wurde der Familie Hirsch der Ort Groß Pomeiske vom Orden verliehen. Die Familie machte den Ort zu ihrem Stammsitz und entlehnte auch ihren Namen Pomeiske daher. Zu Zeiten des Deutschen Ordens hatte jedes adlige Gut die Pflicht, ein Reitpferd zu stellen; im Jahr 1438 wird Hans von Pomoiske als einziger unter den Rittern in der Zinstabelle genannt, der zwei Reitpferde zu stellen hat.  Um 1724 war die Familie Pomeiske im Lande Bütow auf drei unterschiedlichen Wohnplätzen namens Pomeiske   ansässig: in Groß Pomeiske, Pomeiske und Klein Pomeiske, darüber hinaus auch noch in Zabinowitz.  Mit Nikolaus Alexander von Pomeiske (* 1717; † 1785) brachte die Familie einen preußischen Generalleutnant hervor, der unter Friedrich dem Großen zu einigem Ansehen gelangte. Er hatte zwei Söhne, die ihn jedoch nicht überlebten. Mit dem Tod von Nikolaus Alexander von Pomeiske erlosch auch das Geschlecht Pomeiske.
Alexander Nikolaus von Pomeiske stiftete durch Testament vom 12. Mai 1785 ein Familienfideikommiss und legte dem jeweiligen Besitzer des Guts Groß Pomeiske die Verbindlichkeit auf, neben seinem eigenen Namen auch den Namen und das Wappen der Familie Pomeiske zu führen. Nach
dem Erlöschen der Familie  fiel  ihr  Besitz an die Familie Lettow-Klenzin. Als der neu gegründete Zweig Lettow-Pomeiske schon am 29. Januar  1840 mit Ewald Georg Friedrich von Lettow-Pomeiske wieder erlosch, erhielt am 26. Januar 1845 Otto Friedrich von Schwerdtner auf Ilkendorf bei Nossen  in Sachsen  für sich und seine im Besitz des Guts  befindlichen jeweiligen Abkömmlinge das Recht, sich  Schwerdtner-Pomeiske nennen und neben dem angestammten Familienwappen  das Pomeiskesche Wappen führen zu dürfen. Diese Linie der Familie Schwerdtner besteht bis heute fort.

## Besitz
- In Pommern: Groß und Klein Pomeiske, Zabinowitz, alle im Landkreis Bütow; Borrek im Landkreis  Karthaus; Sukow, 1756 in Polen
- In Schlesien: Sebnitz im Landkreis Lüben

## Wappen
Das schräglinks geteilte Stammwappen zeigt oben in Silber einen wachsenden natürlichen Hirsch, unten ist es von Blau und Silber geschacht. „Hirsch über Schach“ ist das wiederkehrende Motiv einer Wappengruppe etlicher pommerscher Adelsgeschlechter.
Auf dem Helm mit blau-silbernen Decken ein natürlicher Pfauenwedel (Blau-Silber-Blau).

## Angehörige
- Hans von Pomeiske[1]
- Nikolaus Alexander von Pomeiske (* 1717; † 1785), preußischer Generalleutnant, 1757 Ritter des Pour le Mérite, 1761–1785 Inhaber des Dragonerregiments Nr. 9